# Adrianus van Dongen

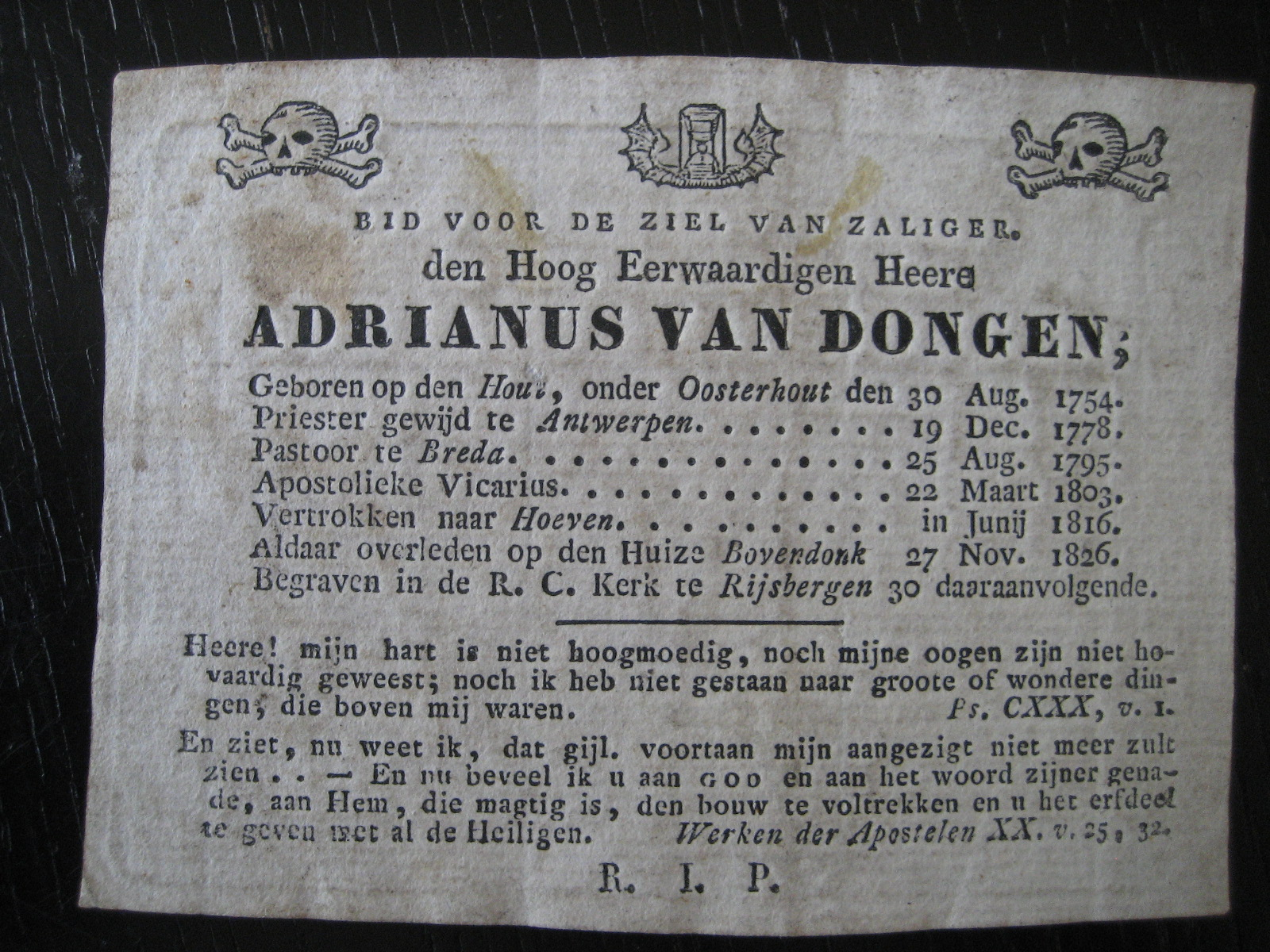
Achterkant Bidprentje Adrianus van Dongen

Adrianus van Dongen (Den Hout, 30 augustus 1754 - Hoeven, 27 november 1826) was een Nederlands geestelijke en een apostolisch vicaris van de Rooms-Katholieke Kerk.

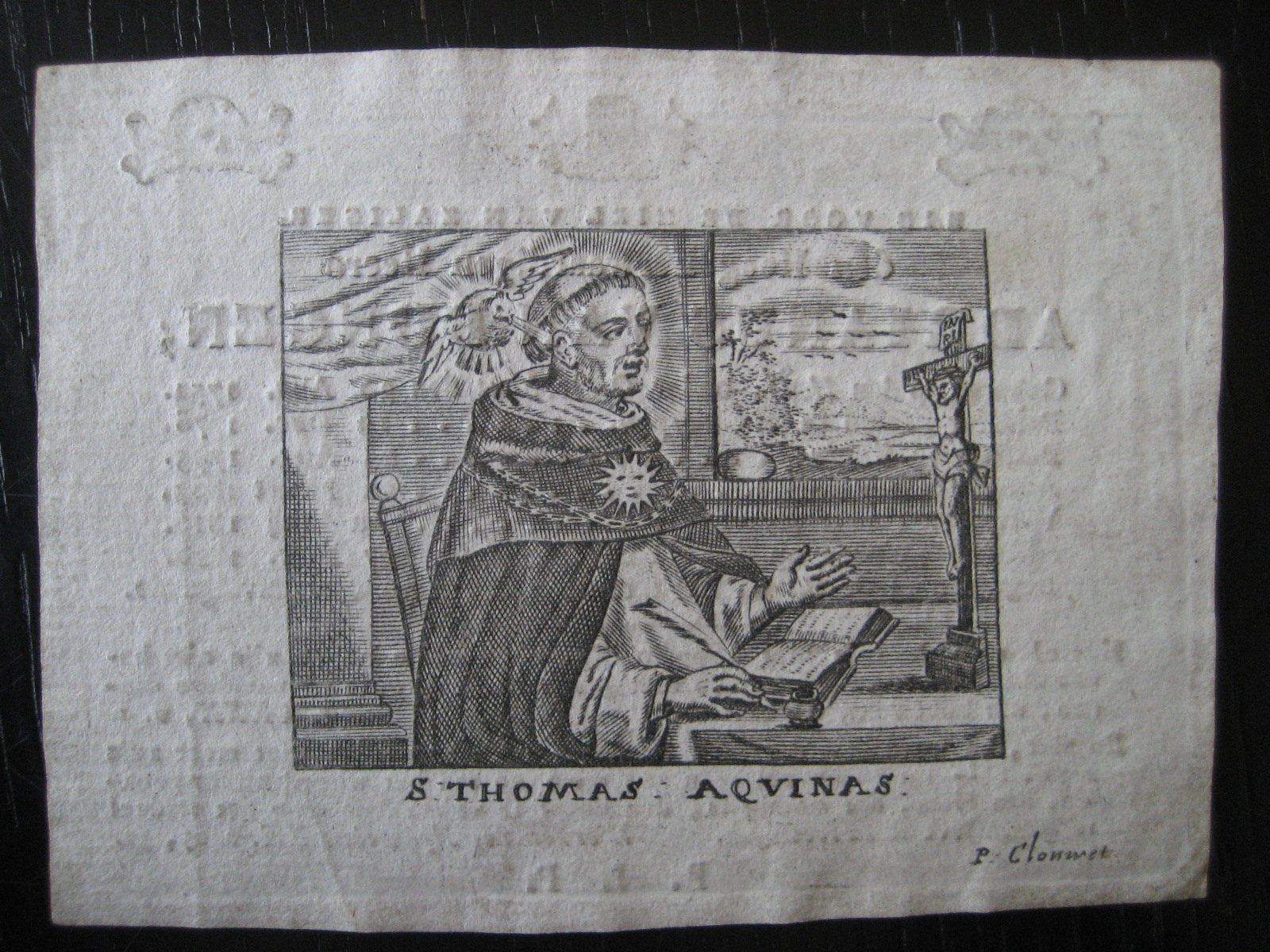
Voorkant Bidprentje Adrianus van Dongen

Van Dongen volgde de Latijnse school in Oosterhout. Hij studeerde vervolgens filosofie aan de universiteit van Leuven en theologie aan het seminarie van het bisdom Antwerpen. Op 17 juni 1778 werd hij diaken gewijd; op 19 december 1778 volgde zijn priesterwijding. Na als kapelaan werkzaam te zijn geweest werd hij in 1795 pastoor in Breda.
Na de opheffing in 1801 van het bisdom Antwerpen als gevolg van het concordaat tussen de Franse Republiek en de Heilige Stoel was Van Dongen betrokken bij overleg over de kerkelijke structuur in het gewest Bataafs-Brabant van het Bataafs Gemenebest. Als gevolg hiervan werd hij op 22 maart 1803 aangesteld als eerste apostolisch vicaris van Breda.
Van Dongen vestigde zich in 1816 om gezondheidsredenen in het grootseminarie Bovendonk in Hoeven, het oude buitenverblijf van de bisschoppen van Antwerpen. Daar overleed hij tien jaar later op 72-jarige leeftijd.
- Biografisch Portaal: 77950684
- Digitale Bibliotheek voor de Nederlandse Letteren: dong009
- International Standard Name Identifier: 0000 0003 9114 9988
- Nederlandse Thesaurus van Auteursnamen: 070773416
- Virtual International Authority File: 284906913
- WorldCat: E39PBJqQCB33df7b9pp9K6kVYP